# Вітряний млин (Набережне)
Вітряний млин поблизу села Набережне — один з небагатьох млинів на теренах Слобожанщини, що зберігся на своєму історичному місці. 

## Історичні відомості
У XIX сторіччі в селах Полтавщини, Слобожанщини, Наддніпрянщини й Півдня України вітряків було набагато більше, ніж водяних млинів. Будували їх обабіч доріг, у полі або ж на пагорбах за селом, поодинці чи групами, інколи до кількох десятків разом. Вітряки відігравали важливу роль у забудові сільських поселень, визначали їхнє архітектурне обличчя, формували краєвид українського села.  
На Слобожанщині вітряки були досить високі, інколи могли сягати понад 10-12 метрів. Стрункий каркасний або зрубний корпус встановлювався на високому дерев'яному стільці, та завершувався шоломоподібним дахом з дощаною чи бляшаною покрівлею. Галереї й піддашки оздоблювали нескладним різьбленням, що надавало слобожанським вітрякам своєрідної привабливості.  

## Розташування
Пам'ятка розташована на південь від села Набережне Тростянецького району, неподалік від колишнього цукрового заводу, на відстані 4 км від автотраси Суми — Полтава (Н12), та на відстані 6 км від автодороги Боромля – а/д Хмелівка - Великий Бобрик (О-191601).
Відстань до с. Боромля — 14 км, до обласного центру м. Суми — 30 км.

## Сьогодення
Стан пам'ятки критичний. Частково зберігся корпус млина, обертовий механізм, жорна та інші елементи.
Охоронний статус відсутній.

## Світлини
|                                                      |                                               |
| Залишки вітряного млина у полі. Вид зі східного боку | Залишки вітряного млина. Вид з західного боку |

|                |       |                     |
| Окремі частини | Жорна | Механізми обертання |

|               |       |
| Вхід до млина | Руїни |